# Снопова Юлія Олексіївна
Ю́лія Олексі́ївна Сно́пова (* 1985) — українська гандболістка; напівсередній гравець. Майстер спорту України; гравчиня жіночої збірної України з гандболу.

## З життєпису
Починала грати на батьківщині в «Дніпрянці», з яким брала участь у сезонах 2002/2003, 2003/2004 та 2005/2006 в Кубку виклику ЄГФ. Пізніше виступала за львівську «Галичанку» та криворізьку «Спарту».
2010 року переїхала до Франції, де виступала за «HAC Handball» у Гаврі. Провівши по одному сезону в Туреччині з «Maliye Milli Piyango SK», з яким вона вийшла до чвертьфіналу Жіночого Кубку ЄГФ 2011—2012, у Словаччині з «Ювентою» та в Румунії з «SCM Craiova», підписала річний контракт у серпні 2014 року з «Тюрінгером». З цим клубом вона виграла чемпіонат у 2015 році.
З сезону 2015/2016 років виступала за турецький «Muratpaşa Belediyesi». Після того, як виграла чемпіонат Туреччини з командою «Muratpaşa» в 2018 році, вона покинула клуб. Потім виступала за «Kastamonu Belediyes», з яким виграла чемпіонат у 2019 році.
По тому грала за словенський клуб першого дивізіону «Rokometni Klub Krim» у сезоні 2019/2020 років.